# Women (groupe)
Women est un groupe de rock indépendant canadien, originaire de Calgary, en Alberta, actif de 2007 à 2010. Leur style de musique approche le rock expérimental et le post-punk. Leurs deux albums sont produits par Chad VanGaalen.

## Biographie
Leur premier album homonyme sort en 2008. Enregistré par Chad VanGaalen, il est bien accueilli par la presse spécialisée comme Pitchfork, AllMusic, PopMatters, Vue Weekly et de nombreux autres blogs. Le style musical du groupe « ressemble à de la pop à la Beach Boys [...] emmenée de force dans une ruelle sombre et mutilée comme il le faut » et est comparé à celui d'autres groupes comme The Velvet Underground et The Zombies. Pitchfork nomme leur morceau Black Rice de leur premier album  18e meilleure chanson de l'année 2008.
Après la sortie de leur premier album, Women tournent intensément entre 2008 et 2009, jouant plus de 180 fois en Amérique du Nord, et en Europe. Leur tournée inclut des temps forts tels que Primavera Sound de Barcelone, SXSW d'Austin, Pitchfork Music Festival à Chicago, et le Lexington de Londres. Le groupe joue avec Mogwai, Abe Vigoda, Dungen, Deerhunter, et Eric's Trip.
Un second et dernier album intitulé Public Strain sort en 2010,. Il sort au label Flemish Eye au Canada et en Europe, et aux États-Unis chez Jagjaguwar, le 28 septembre 2010. L'album est bien accueilli par l'ensemble de la presse spécialisée. Pitchfork, Exclaim!, Filter, et la BBC en sont ravis. Le groupe tourne en Europe puis aux États-Unis à la fin de 2010. Le 29 octobre 2010, une rumeur annonce la séparation du groupe à la suite d'un début de bagarre entre ses membres lors d'un concert à Victoria.
Certains membres de Women jouent dans le groupe de Chad VanGaalen. Pat Flegel est membre du groupe Fels-Naptha, et Michael Wallace est un ancien membre des groupes Friendo et Azeda Booth, et a tourné avec Porcelain Raft. Christopher Reimer tournera avec The Dodos en été et à la fin de 2011.
En février 2012, le guitariste du groupe Christopher Reimer meurt dans son sommeil. L'album The Chad Tape contenant neuf titres qu'il avait enregistrés en solo est publié à titre posthume en septembre de la même année. En 2012, Matthew Flegel et Michael Wallace forment le groupe Viet Cong,, renommé ensuite Preoccupations.